# Discurso sobre la servidumbre voluntaria
El Discurso sobre la servidumbre voluntaria  (en francés, Discours de la servitude volontaire) es un libro escrito por Étienne de La Boétie. Publicado en latín en fragmentos en 1574 y luego en francés en 1576, fue escrito por La Boétie probablemente a la edad de 16 o 18 años.
El texto consiste en una breve acusación contra el absolutismo que es sorprendentemente erudita y profunda pese a la juventud de su autor en el momento de escribirla. Además, plantea la cuestión de la legitimidad de cualquier autoridad sobre una población y se intenta analizar las razones de su sumisión. La idea principal del texto es que «toda servidumbre es voluntaria y procede exclusivamente del consentimiento de aquellos sobre quienes se ejerce el poder».
La originalidad de la tesis defendida por La Boétie consiste en que, contrariamente a la idea de que la servidumbre es forzada, en realidad es totalmente voluntaria. Cuántos, bajo falsas apariencias, creen que esta obediencia se impone obligatoriamente. Sin embargo, ¿cómo podemos concebir que un pequeño número obligue a todos los demás ciudadanos a obedecer tan servilmente como ellos? De hecho, cualquier poder, incluso cuando se impone por primera vez por la fuerza de las armas, no puede dominar y explotar de manera sostenible una sociedad sin la colaboración, activa o resignada, de una parte significativa de sus miembros. Para La Boétie entonces la conclusión es esta: «decidíos [···] a dejar de servir, y seréis libres».

## Contexto y publicación

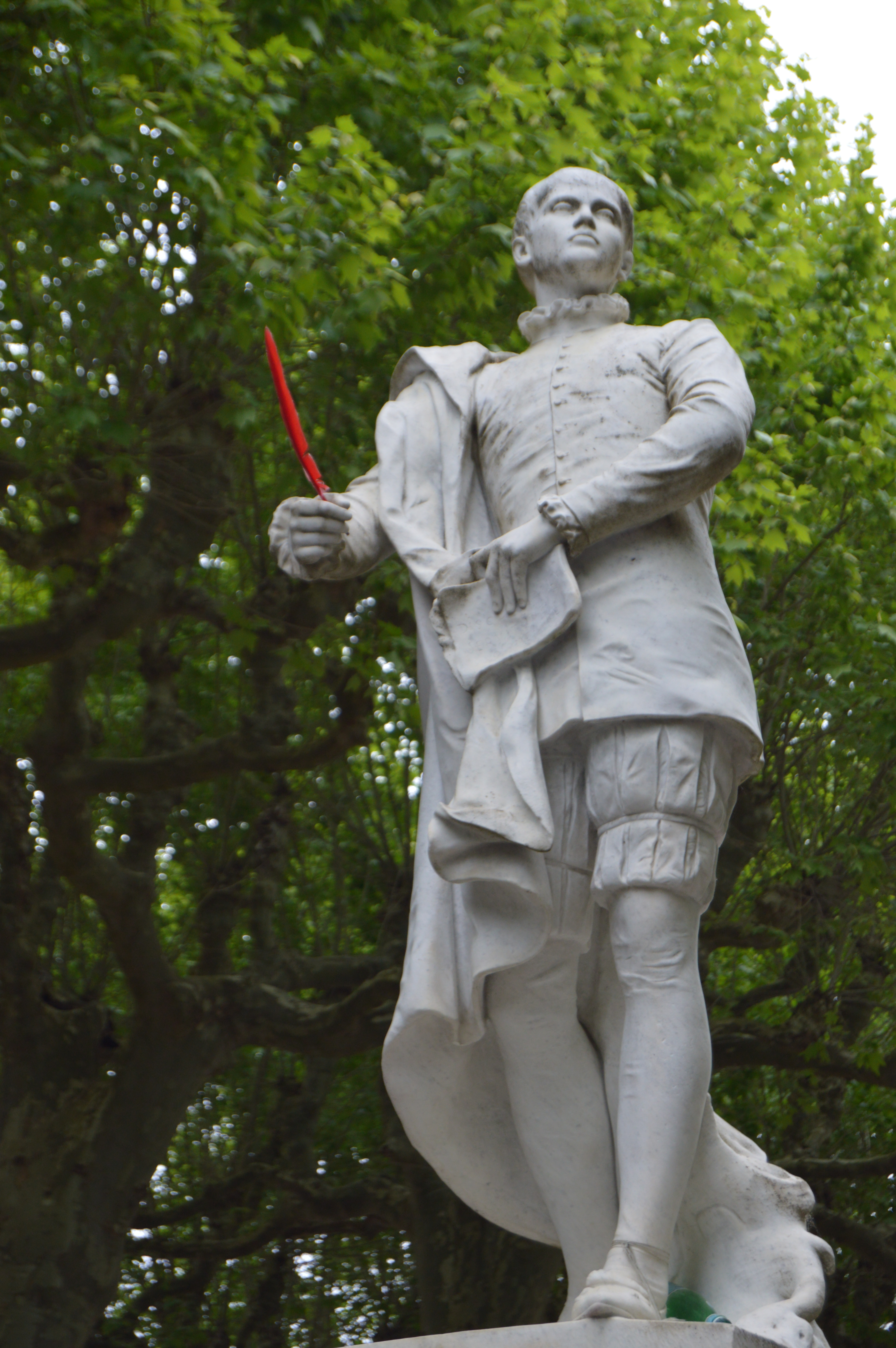
Estatua de Étienne de La Boétie en su ciudad natal.

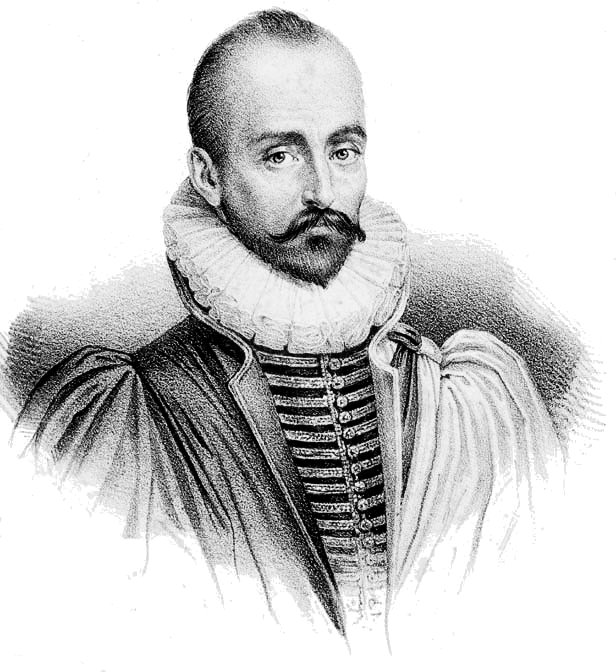
Michel de Montaigne fue el responsable de resguardar algunas copias del texto.

Cuando escribió este texto, hacia 1548, Étienne de La Boétie era un jovencísimo estudiante de derecho de la Universidad de Orléans, que se preparaba para una carrera judicial. Marcado por la brutalidad de la represión de una revuelta antifiscal en Guyenne en 1548, expresa el desorden de la élite cultivada ante la realidad del absolutismo.
Su publicación en fragmentos, producida tras la muerte de su autor, corrió a cargo de los hugonotes, quienes también se ocuparon de publicar la edición íntegra aunque con notables manipulaciones. El manuscrito original se perdió, aunque algunas copias del mismo fueron conservadas en manos de Michel de Montaigne, amigo cercano de La Boétie, y otras personas. Montaigne, que ya había rendido un homenaje al escritor de Sarlat en sus Ensayos, tuvo también la intención de publicar el texto entre estos. Sin embargo, la manipulación y el mal uso que se había hecho del mismo le disuadieron de esta idea. A partir de 1580, el texto comienza a perder toda repercusión salvo la atención que merece por parte de algunos coleccionistas o personajes especialmente interesados en el tema aunque con propósitos represivos, como el cardenal Richelieu. No obstante, el papel del libro de La Boétie era tan marginal o estaba tan escondido por los libreros que se llegó a decir que los espías de Richelieu casi no pudieron encontrarlo.
En 1724, el editor ginebrino Pierre Coste decidió publicar los Ensayos e incluir en ellos el Discurso de La Boétie, costumbre que se siguió también en posteriores ediciones. Es así como el texto comenzó a circular de nuevo entre los círculos ilustrados. Llegó a ser especialmente apreciado por Marat, quien se basó en él sin citarlo e incluso con pasajes idénticos. Finalmente, el interés por la obra tomó un nuevo cariz a partir del siglo XIX, cuando se empezó a publicar en forma de libro e incluso en ediciones de las obras completas de La Boétie.

## La obra

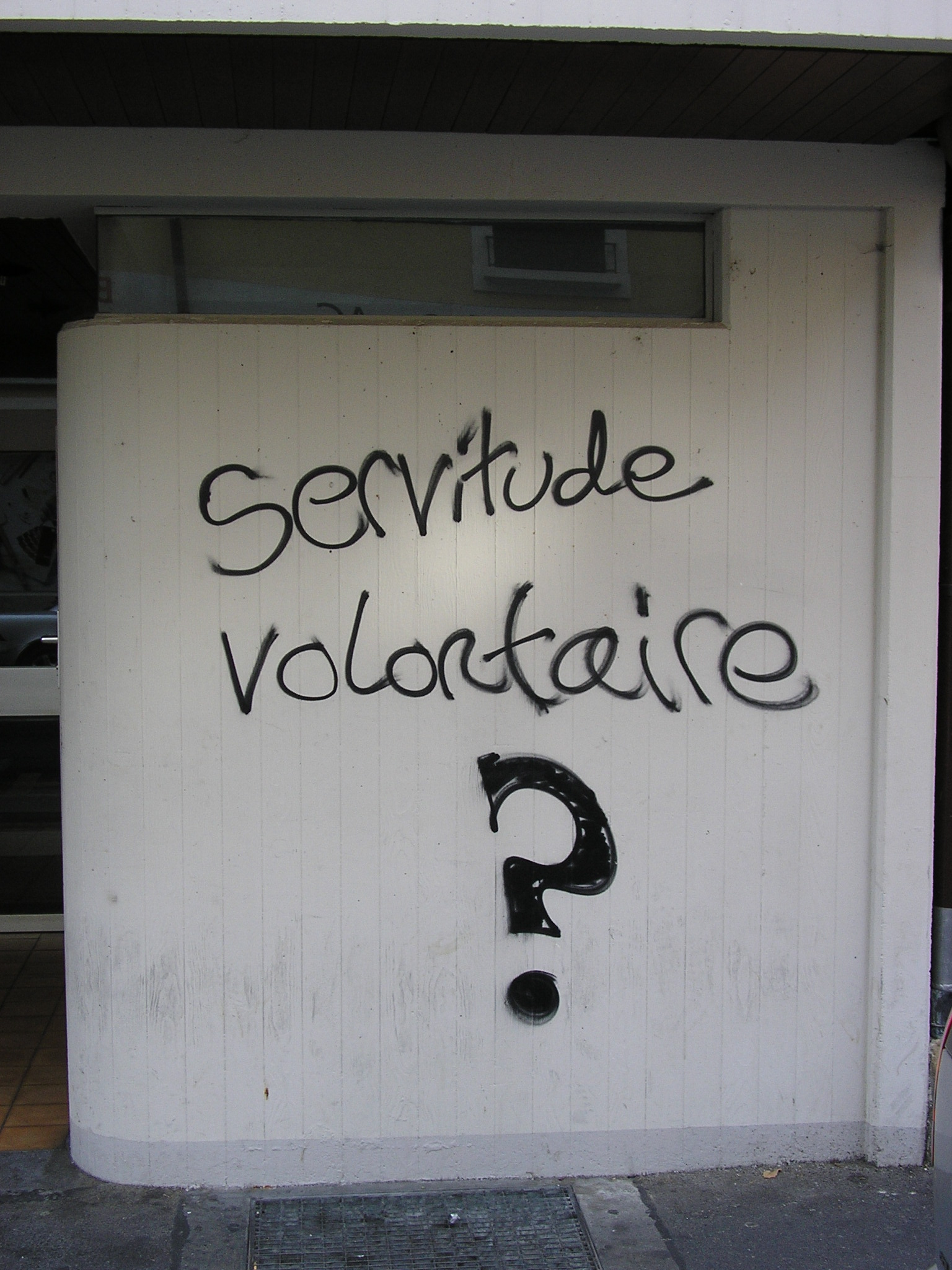
Graffiti en Génova que alude a la pregunta por la servidumbre voluntaria. 2007.

El poder subversivo de la tesis desarrollada en el Discurso nunca ha vacilado. Aunque sería anacrónico calificarlo como anarquista, esta tesis aún resuena hoy en día en la reflexión libertaria sobre el principio de autoridad. El joven humanista de Sarlat buscaba una explicación para el asombroso y trágico éxito de las tiranías de su tiempo. Alejándose del camino tradicional, La Boétie dirigió su atención no a los tiranos sino a los sujetos privados de libertad. De este modo, llega a formular una pregunta inquietante: «¿cómo puede ser que «tantos hombres, tantos pueblos, tantas ciudades, tantas naciones soporten a veces a un tirano solo, que sólo tiene el poder que le dan?» Para evitar la censura, La Boétie toma sus ejemplos de la antigüedad, aunque la reflexión es sobre su tiempo, en un país donde el peso del poder monárquico es cada vez más fuerte.

### El deseo innato de libertad
Para La Boétie, la tiranía es un sistema autodestructivo y aunque el pueblo no ha elegido conscientemente estar bajo el yugo del tirano, tiene la responsabilidad moral de romper el vínculo de sumisión establecido con el déspota. Sostiene que los individuos a menudo se asocian y permanecen bajo el yugo del tirano por la supuesta seguridad que se les brinda, pero que realmente se traduce en explotación. Sin embargo, aunque su libertad está restringida, el sujeto naturalmente tiene el deseo de libertad, aunque no lo sepa empíricamente. Este hecho es incluso verificable entre animales no humanos.

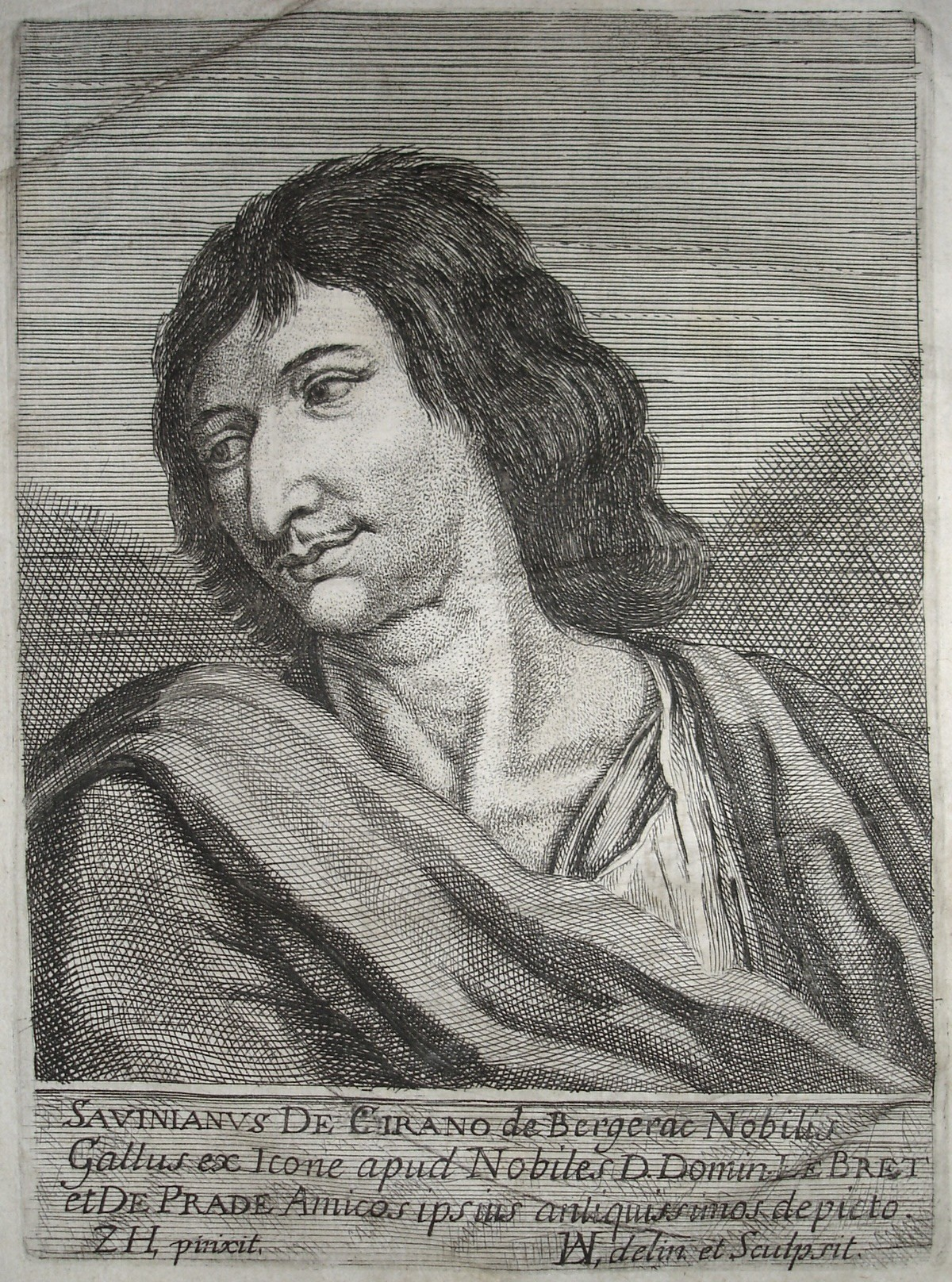
Las ideas de La Boétie tuvieron influencia en algunos autores de su época, como Cyrano de Bergerac.

## Influencia posterior
A pesar de que el Discurso pudo tener alguna influencia en algunos autores cercanos a La Boétie como Michel de Montaigne o Cyrano de Bergerac, en general fue olvidado durante varios siglos. Durante estos años fue incluso plagiado durante la Revolución francesa por Jean-Paul Marat en Les chaînes de l’esclavage. Es ya en el siglo XIX con Lamennais que el Discurso sobre la servidumbre voluntaria es reconocido como una obra mayor y llegó a influir en pensadores de la talla de Max Stirner. Fue luego retomado por autores como Henri Bergson, Pierre Clastres o Simone Weil (en Méditation sur l'obéissance et la liberté de 1937). Posteriormente con autores como Wilhelm Reich, Gilles Deleuze o Félix Guattari la cuestión de la servidumbre voluntaria fue puesta como enigma central de la filosofía política, en concreto en El Antiedipo.
Algunos autores han recalcado, por su parte, los paralelismos existentes entre la obra de La Boétie y la de Rousseau. «¿Cómo puede el hombre, a quien su nacimiento y su naturaleza hacen libre, soportar la realidad universal de la dominación y la servidumbre? Con dos siglos de diferencia, esta cuestión parece ser común a La Boétie y Rousseau: ambos trabajan en torno al aparente enigma de que la servidumbre real contradice la libertad natural».
La pregunta ha sido a su vez reformulada a partir de nuevos enfoques que tratan de darle respuesta. Es el caso del sociólogo francés Luc Boltanski, quien retoma la duda y se plantea: «¿por qué aceptan los actores la existencia fáctica de desigualdades siendo [···] que resulta harto difícil justificarlas, incluso desde el punto de vista de una lógica meritocrática?» o, dicho de otro modo, «¿cómo un  pequeño número  de actores puede establecer de manera duradera un poder sobre un  gran número  de actores?»